# ТЭЦ Торунь
ТЭЦ Торунь – теплоэлектроцентраль в одноименном городе на севере Польши.
В 1980-х годах в Торуне для системы центрального отопления построили две расположенные рядом угольные котельные тепловой мощностью 339 МВт:
- введенную в эксплуатацию в 1985 году ЭС-1, которая имела два водогрейных котла WP-120 производства компании Rafako (Рацибуж) общей мощностью 305 МВт;
- запущенную в 1982 году ЭС-2, где в итоге установили три паровых котла OR-10 сосновецкой компании Fakop мощностью по 7,5 МВт и один водогрейный котел WR-10 с показателем 11,5 МВт, изготовленный Sefako (Сендзишув).
Для удаления продуктов сгорания на ЭС-1 построили дымоход высотой 225 метров;
В 1995 году ЭС-2 преобразовали в теплоэлектроцентраль электрической мощностью 2,2 МВт путем установки турбины Borsig SG-49/3/6 и генератора VEB DGK-1524-4a.
В 2017 году старые котельные заменили на современную полноценную ТЭЦ, которая работает на природном газе и имеет две газовые турбины General Electric LM 6000 мощностью по 53 МВт. Отработанные ими газы поступают в котлы-утилизаторы для производства тепловой энергии, что позволяет довести общую паливную эффективность до 90 %.
Вместе с четырьмя новыми водогрейными котлами мощностью по 30 МВт, необходимыми для покрытия пикового спроса, тепловая мощность станции составляет 358 МВт. Для покрытия суточных колебаний ТЭЦ имеет резервуар-аккумулятор горячей воды объемом 12 тыс. м³.
Подача природного газа на площадку станции осуществляется через перемичку длиной 10 км.